# Jonieke van Es
Jonieke Barbara van Es (Dehra Dun (India), 9 juli 1966 – Rotterdam, 25 november 2012) was een Nederlands kunsthistorica.
Van Es doorliep de middelbare school in Hengelo (Overijssel) en studeerde vervolgens kunstgeschiedenis aan de Rijksuniversiteit Groningen. Na haar afstuderen liep ze stage bij de Peggy Guggenheim Collection in Venetië. Zij werkte vervolgens bij het Haags Gemeentemuseum, aanvankelijk als wetenschappelijk medewerker van de sector Producties, met ingang van 1998 als conservator moderne kunst, met als specialisatie prenten en tekeningen.
Vanaf mei 2006 tot haar plotselinge overlijden in 2012 was zij werkzaam als hoofd Collectie en Onderzoek bij het Museum Boijmans Van Beuningen in Rotterdam. In 2010 promoveerde zij aan de Universiteit Leiden op het proefschrift Samuel Jessurun de Mesquita (1868-1944). Tekenaar, graficus, sierkunstenaar. Naast dit proefschrift heeft Van Es tal van andere publicaties op haar naam staan, waaronder verschillende tentoonstellingscatalogi.